# Cryptanthus scaposus
Espèce
Cryptanthus scaposus est une espèce de plantes de la famille des Bromeliaceae, endémique du Brésil et décrite en 1978 par le botaniste brésilien Edmundo Pereira.

## Distribution
L'espèce est endémique de l'État d'Espírito Santo à l'est du Brésil.

## Description
Selon la classification de Raunkier, l'espèce est hémicryptophyte.